# Ozarba albomediovittata
Ozarba albomediovittata là một loài bướm đêm trong họ Noctuidae.